# 祖·佐敦
約瑟·“祖”·佐敦（英語：Joseph "Joe" Jordan，1951年12月15日—）生於蘇格蘭南拉纳克郡卡爾路加（Carluke），是一名前足球運動員，司職前鋒，現時擔任教練，在熱刺協助哈利·列納執教。祖·佐敦球員時期曾效力多支班霸球隊包括列斯聯、曼聯及AC米蘭等。他與杜格利殊是兩名曾分別出席三屆世界盃決賽週（1974年、1978年及1982年）及取得入球的蘇格蘭球員。
祖·佐敦在效力列斯聯時撞脫上顎的4枚門牙，其後雖然配置假牙，但基於安全而在每次比賽前脫下，自此這個恐怖「無牙佬」形象便成為其個人標誌。

## 生平

### 早年
祖·佐敦在年僅15歲已開始為布兰太尔维多利亚（Blantyre Victoria）參加少年足球比賽，作為一名學徒球員，他需要在踢球之餘兼職繪圖員。祖·佐敦其後轉投（Morton），期間被列斯聯的球探發掘，於1970年以15,000英鎊南移英格蘭比賽。

### 列斯聯早期
在祖·佐敦加入列斯聯初期，球隊的前鋒是已建立良好默契及非常成功由阿倫·奇勒和米克·鍾斯組成的拍檔，祖·佐敦晉身一隊的前景並不樂觀。
直到1973年祖·佐敦才獲得較多上陣的機會，正選上場16次及射入9球。但他被剔除出季末足總盃的決賽陣容，列斯聯爆冷以0-1負於。數日後唐·李維挑選他在5月16日歐洲冠軍盃對AC米蘭的決賽上陣，列斯聯同樣以0-1敗陣而回。同一月祖·佐敦首次代表蘇格蘭，於5月19日在溫布萊球場出戰英格蘭，亦是以0-1鎩羽而歸。
翌季祖·佐敦成為球隊的常規正選，而列斯聯亦順利贏得聯賽桂冠。他在25場聯賽射入7球，更9次代表蘇格蘭上陣，射入兩球，包括於英國本土四角錦標賽在咸普頓公園球場2-0擊敗英格蘭時首開紀錄。其表現足以使他順利入選1974年西德世界盃的蘇格蘭決賽週大軍。

### 1974年世界盃
蘇格蘭在世界盃分組初賽被編在第二組，同組尚有巴西、南斯拉夫及扎伊爾，祖·佐敦在首場2-0擊敗扎伊爾中射入第二球及最後一場對南斯拉夫完場前扳平1-1，蘇格蘭三場分組賽保持不敗，但得失球差卻僅以一球不及巴西而出局。

### 列斯聯晚期
回到列斯聯，由於米克·鍾斯因嚴重膝傷而退役，於1974/75年球季祖·佐敦終於成為球隊首席正前鋒。列斯聯再次晉級1975年的歐洲冠軍盃決賽，祖·佐敦亦有列陣於這場0-2負於拜仁慕尼黑的決賽。決賽後亦代表這支由唐·李維一手建立的列斯聯走到盡頭，具經驗的老將星散，祖·佐敦處於一支開始沉淪的球隊。

### AC米蘭
1981年從曼聯加盟AC米蘭
1981-82賽季在米蘭的22場比賽中攻入2球，夏天米蘭降班；1982-83賽季祖·佐敦留在米蘭參加乙級聯賽，在30場中為米蘭攻入10球，幫助米蘭重返意甲；其後加盟維羅納。

## 外部連結
- Joe Jordan — 蘇格蘭足球協會
- 足球数据库：Joe Jordan's (incomplete)的球员统计数据
- 足球資料庫：Joe Jordan的領隊統計數據
- Profile （页面存档备份，存于） at londonhearts.com （页面存档备份，存于）
- unofficial site